# Forever Blue
Forever Blue – piąty album studyjny i szósty w ogóle amerykańskiego piosenkarza Chrisa Isaaka, wydany w 1995 roku nakładem Reprise Records. Płyta zawiera utwór "Baby Did a Bad, Bad Thing", który został użyty w ostatnim filmie Stanleya Kubricka - Oczy szeroko zamknięte.

## Lista utworów
Wszystkie piosenki zostały napisane przez Chrisa Isaaka.
1. "Baby Did a Bad, Bad Thing" – 2:54
2. "Somebody's Crying" – 2:46
3. "Graduation Day" – 3:11
4. "Go Walking Down There" – 2:49
5. "Don't Leave Me on My Own" – 2:14
6. "Things Go Wrong" – 3:00
7. "Forever Blue" – 2:42
8. "There She Goes" – 3:14
9. "Goin' Nowhere" – 2:52
10. "Changed Your Mind" – 3:51
11. "Shadows in a Mirror" – 3:59
12. "I Believe" – 3:09
13. "The End of Everything" – 3:05